# 陳利貞
陈利贞（？—789年），字仲庄，唐朝将领，幽州范阳人。
陈利贞开始是平卢将，安禄山作乱，跟随李光弼驻军河南。张巡被围睢阳，李光弼派遣郝廷玉及陈利贞相救，他轻骑出入敌阵，郝廷玉称他胜过自己，把女儿嫁给了他。回军后，向李光弼推荐，陈利贞在军中升迁至检校太子宾客，封静戎郡王。李希烈叛乱，唐德宗诏令哥舒曜东讨，陈利贞为前锋，到达郏城。叛军大规模集结，陈利贞出奇兵五百，横捣叛人右翼，叛军锐气受挫，数月不敢前进。李希烈在襄城攻打哥舒曜，陈利贞登城墙捍守，七十日未尝梳洗，不是议事不下城墙。朱泚造反，陈利贞及张廷芝所统军士都是幽、蓟、河、陇人士，所以士兵们和张廷芝合谋响应朱泚，陈利贞麾下也跟随作乱。夜半，乱作，陈利贞拔剑挡住军门，大呼：“想要通过此门，先杀我！”众人畏惧他的勇敢，于是停止。张廷芝出奔。德宗擢升陈利贞为汝州防御使。贞元五年（789年），陈利贞头上发疽，去世。留给观察使崔纵书信，自述蒙受国恩，恨不能死得其所。